# Вулиця Квітки Цісик (Київ)
Ву́лиця Квітки Цісик — вулиця в Оболонському районі міста Києва, селище Пуща-Водиця. Пролягає від Міської до Селянської вулиці.
Прилучаються 1-ша лінія, 2-га лінія, 3-тя лінія, 4-та лінія, 5-та лінія, 6-та лінія, 7-ма лінія, 8-ма лінія, 9-та лінія, 10-та лінія, 11-та лінія, 12-та лінія, 13-та лінія та 14-та лінія.

## Історія
Вулиця виникла в XIX столітті, мала назву Пушкінська, на честь російського поета Олександра Пушкіна. 
З 1955 року — Сталінградська, на честь міста Сталінград. 
З 1961 року набула назву вулиця Гамарника, на честь радянського партійного та державного діяча, голови київського губвиконкому Яна Гамарника.
Сучасна назва на честь Квітки Цісик, американської співачки українського походження — з 2016 року.

## Пам'ятки архітектури
Пам'ятками архітектури визнані такі будівлі на вулиці:
- Дача, 1910-ті роки, буд № 40-б.
- Дача, початок ХХ століття, буд № 43.
- Лісова школа, 1935, архітектор Микола Холостенко, буд. № 60.
- Дача, початок ХХ століття, буд № 75-а.